# Shreveport
Shreveport és una ciutat ubicada a Louisiana, Estats Units d'Amèrica. És la tercera ciutat més gran de l'estat, la ciutat principal de la tercera àrea metropolitana més gran de Louisiana, i la 108a ciutat més poblada del país. L'actual alcalde és Cedric Glover.

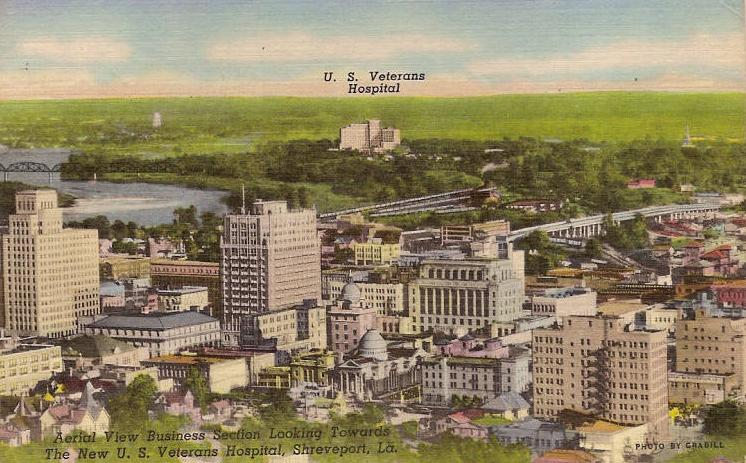
Shreveport el 1953

És la seu de la Parròquia de Caddo i s'estén fins al veïnatge de la Parròquia de Bossier. Bossier City és separada de Shreveport pel Riu Red River. Shreveport tenia 200.145 habitants segons el cens de l'any 2000, amb una densitat de 749,2 habitants per km², i la població de l'àrea metropolitana depassa els 375.000 habitatnts.
Shreveport va ser fundada el 1836 per la Shreve Town Company, una corporació establerta per desenvolupar un assentament al punt on s'ajuntaven el Red River (navegable des de feia poc), i el Texas Trail, una ruta per terra en la recent independitzada República de Texas i, abans d'aquesta data, a Mèxic. La ciutat va ser la capital de la Louisiana de 1863 a 1865.
Shreveport és el centre comercial i cultural de la regió d'Ark-La-Tex, l'àrea on Arkansas, Louisiana, i Texas es troben. Algunes persones de la zona es refereixen a les dues ciutats de Shreveport i Bossier City com a "Shreveport-Bossier".